# Візе Володимир Юлійович
Володимир Юлійович Візі (нім. Waldemar Kurt Blass-Wiese; 5 березня 1886, Царське Село — 19 лютого 1954, Ленінград) — російський вчений, німецького походження, полярний дослідник, океанолог, доктор географічних наук, член-кореспондент АН СРСР (1933). Засновник радянської гідролого-географічної школи океанографів.

## Біографія

### Дитинство
Народився 5 березня 1886 року (21 лютого за старим стилем) в Царському Селі в родині Юлія Івановича Візе (нім. Julius Friedrich Franz Wiese) та Лідії Кароліни Амалії Гертруди (нім. Lydia Karoline Amalie Gertrud Blass), уродженої Бласс. Після смерті матері 1893 року, батько одружився з Цецілією Федорівною Ватерштраат (нім. Caecilie Maria Anne Waterstraat). У 1891—1900 роках Юлій Візе займав посаду по відомству Міністерства народної освіти, був викладачем географії; потім був обраний почесним членом Двінського кріпосного піклування дитячих притулків і брав участь у роботі Комітету допомоги поморам Російської півночі; в подальшому зайнявся страховою справою і перед 1917 роком був одним з директорів і співвласників страхового товариства «Допомога».

### Освіта
Володимир 1904 року закінчив Царскосільську гімназію і поступив на природниче відділення фізико-математичного факультету Санкт-Петербурзького університету. 1905 року виїхав до Німеччини, де навчався на хімічному факультеті Геттінгенського університету і в університеті в Галле. 1910 року повернувся до Росії. Влітку 1910 року Візе брав участь в експедиції на Кольський півострів, яка займалася збором матеріалів з геології та етнографії в Ловозерській тундрі, та в районі Хібін. Увагу молодого вченого привернули не тільки мінерали, зокрема, апатити, але фольклор та обряди місцевого населення. Восени цього ж року він відновився в Петербурзькому університеті.

### Арктичні експедиції
У 1910—1912 роках спільно зі своїм товаришем по гімназії Павловим М. О. (1884—1938) провів польові дослідження в тундрі, відкрив ряд озер і описав побут місцевого населення. Після експедиції, опублікував свої перші наукові роботи про культуру лопарів «Лопарська музика» і «Лопарські сейди».
1912 року В. Ю. Візе був зарахований на посаду географа і керівника метеорологічних спостережень в експедиції Г. Я. Сєдова до Північного полюса на шхуні «Святий Фока»; на посаду геолога експедиції був прийнятий його товариш Михайло Павлов. Під час експедиції навесні 1913 року Візе очолив невелику санну експедицію, яка вперше перетнула Нову Землю льодовиком, вийшла до Карського моря і повернулася на судно. Вирушаючи 15 лютого 1914 року в супроводі матросів Р. В. Лінника і Л. М. Пустошного на полюс, Сєдов наукове керівництво експедицією на судні передав Візе.

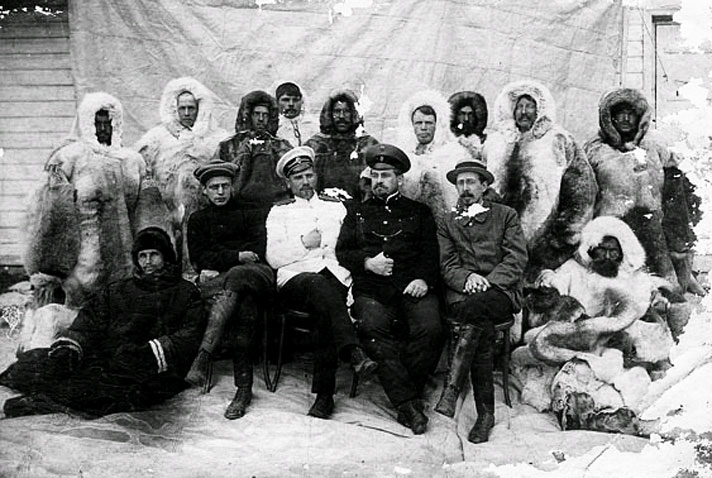
Учасники експедиції Сєдова, 1912 рік
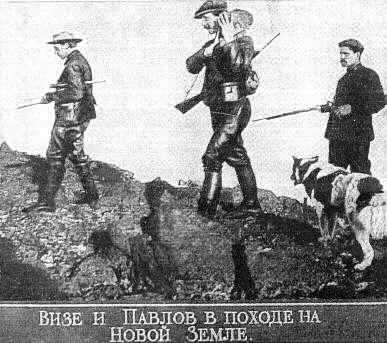
Візе (ліворуч) і М. Павлов на Новій Землі, 1913 рік
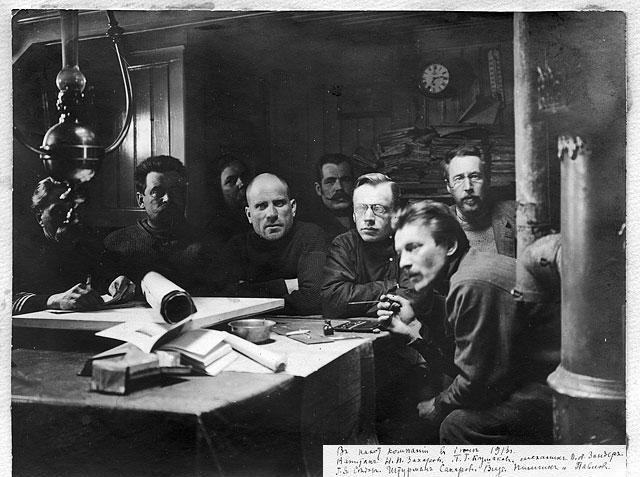
Експедиція Г. Сєдова, 1913 рік
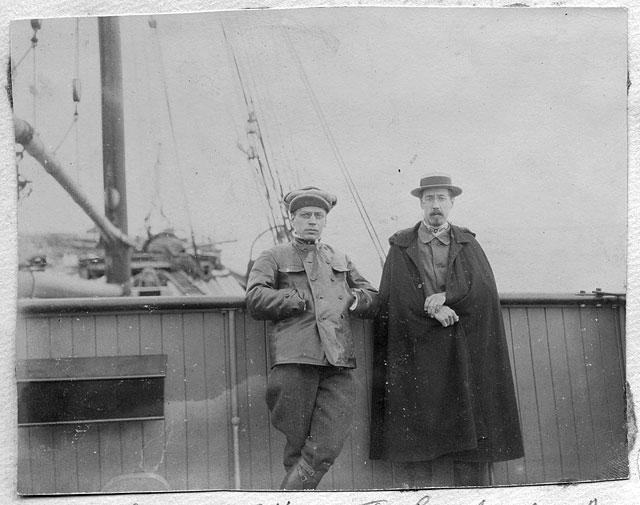
Візе (ліворуч) на палубі шхуни «Святий Фока», 1913 рік
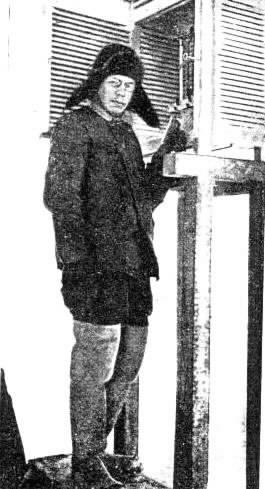
Метеорлогічні спостереження під час експедиції, 1913 рік

Під час Першої світової війни Візе служив у морському генеральному штабі і брав участь в організації військових перевезень з берегів Мурмана до північних станцій Фінляндської залізниці.
1918 року перейшов до Головної геофізичної обсерваторії, де працював спочатку ад'юнктом, а потім старшим фізиком, займаючись питаннями геофізики і океанографії.
1921 року, вступив до Гідрографічного управління військово-морського флоту і відправився на судні «Таймир» в Карське море, де займався океанологічними роботами, брав участь в будівництві першої радянської гідрометеорологічної обсерваторії в протоці Маточкин Шар.
Від 1922 року В. Ю. Візе працює метеорологом в Центральному управлінні морського транспорту, а потім переходить до Державного гідрологічного інституту. З 1928 року стає співробітником інституту з вивчення Півночі і відразу ж призначається начальником експедиції на криголамі «Малигін», що йде на порятунок італійської експедиції на дирижаблі «Італія». Головною ж метою експедиції була спроба віднайти місце для бази радянських гідролітаків в районі архіпелагу Земля Франца-Йосифа. Під час експедиції виконував метеорологічні (кожні 4 години), електромагнітні та гідрологічні спостереження (була виміряна температура води в 295 пунктах, узято 273 проби). На острові Рудольфа Землі Франца-Йосифа професор Візе і керівник музею Арктичного інституту, Н. В. Пінегін знайшли залишки стоянки полярної експедиція Циглера — Фіала 1903—1905 років.
У 1929 і 1930 роки під час експедицій під головуванням Отто Шмідта на криголамі «Сєдов» в Карському морі 13 серпня 1930 року був відкритий острів Візе. Теоретично, на основі виписки з бортового журналу шхуни «Свята Анна», експедиції Георгія Брусилова, врятованої В. І. Альбановим, В. Ю. Візе ще 1924 року передбачив існування цього острова в своїй праці «О поверхневих течіях в Карському морі».

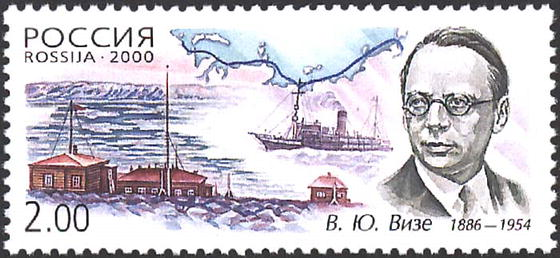
Поштова марка Росії, присвячена Візе В. Ю, 2000 рік

У 1930-ті роки Візе жив в Ленінграді на 20-й лінії Васильєвского острова (д. 11). Восени 1930 року В. Ю. Візе став заступником директора Всесоюзного арктичного інституту (колишній Інститут з вивчення Півночі); директором інституту в 1930—1932 роках був О. Ю. Шмідт. Під його керівництвом в 1930-ті роках в інституті розгорнулися роботи з будівництва цілої мережі полярних станцій. 1931 року керує експедицією на криголамі «Малигін». 1932 року Візе здійснив перше наскрізне плавання трасою Північного морського шляху за одну навігацію на криголамному пароплаві «Сибіряков». 1934 року Візе здійснив повторний прохід трасою Північного морського шляху на кригорізі «Літке» тепер вже із заходу на схід.
1 лютого 1933 року В. Ю. Візе був обраний членом-кореспондентом Академії наук СРСР по відділенню математичних і природничих наук (океанографія та метеорологія), а 1935 року затверджений у вченому ступені доктора географічних наук. 1935 року він також став членом Міжнародного метеорологічного комітету, почесним членом Норвезького географічного товариства, членом Географічного товариства США та Американського полярного товариства.
Візе взяв найактивнішу участь у підготовці експедиції Івана Папаніна «Північний полюс-1». За станом здоров'я він не був включений до цієї експедиції, але 1937 року зміг очолити наукове керівництво високоширотної експедиції на криголамному пароплаві «Садко» в море Лаптєвих і навколо Новосибірських островів. Це була остання експедиція до Арктики, в якій Візе брав участь особисто.
Під час німецько-радянської війни перебував у Красноярську, куди був евакуйований Арктичний науково-дослідний інститут. Там він керував складанням довгострокових льодових прогнозів і підготував до друку монографію «Основи довгострокових льодових прогнозів для арктичних морів» (1944), за яку йому була присуджена Сталінська премія.
1945 року В. Ю. Візе був запрошений як професор на кафедру океанології до Ленінградського державного університету.
Помер 19 лютого 1954 року в Ленінграді. Похований на Літераторських містках на Волковському кладовищі.

## Нагороди і відзнаки
- Орден Леніна.
- Орден Леніна.
- Орден Трудового Червоного Прапора.
- 1946 — Сталінська премія за роботи з прогнозування льодового стану арктичних морів[1].

1950 року президент Географічного товариства СРСР Берг Л. С., висуваючи кандидатуру професора В. Ю. Візе на присудження Великої золотої медалі географічного товариства, сказав, що в Радянському Союзі немає і не було вченого, який би вніс значний внесок у вивчення Арктики, як це зробив протягом свого життя В. Ю. Візе.

## Наукові праці
Володимир Юлійович Візе був засновником радянської гідролого-географічної школи океанографів. Займався прогнозуванням льодових умов арктичних морів; вплив льодовитості на циркуляцію атмосфери. Запропонував систематичне дослідження стану арктичної криги авіацією.
Візе В. Ю. написано понад 200 наукових праць з океанології, метеорології, льодознавства й історії дослідження Арктики.
- (рос.) Наблюдения над приливами, произведенные в 1912—1913 гг. полярной экспедицией Г. Я. Седова в бухте «Св. Фоки» на Новой Земле // Записки по гидрографии, 1918, № 1 (42), вып. 3.
- (рос.) К вопросу об островах в северной части Карского моря // Исследования морей СССР, под ред. К. М. Дерюгина, вып. 14. Л., 1931.
- (рос.) Международный полярный год. Л., 1932.
- (рос.) История исследования Советской Арктики. Карское и Баренцево море. [Архівовано 10 вересня 2016 у Wayback Machine.] — Архангельск: Севкрайгиз, 1935.
- (рос.) Моря Советской Арктики. — М.—Л., 1948.
- (рос.) Основы долгосрочных ледовых прогнозов для арктических морей. — М., 1944.
- (рос.) На «Сибирякове» и «Литке» через ледовитые моря. Два исторических плавания 1932 и 1934 гг. — М.—Л., 1946.
- (рос.) Успехи русских в исследовании Арктики // Труды второго Всесоюзного географического съезда, т. 1. — М., 1948.
- (рос.) Русские полярные мореходы из промышленных, торговых и слушилых людей XVII—XIX вв. Биограф, словарь. М.—Л., 1948.

## Пам'ять
Ім'ям Володимира Юлійовича названа велика кількість географічних об'єктів:
- Острів Візе в Карському морі[1][3];
- льодовик, мис і бухта на острові Нова Земля[1];
- науково-дослідницьке судно «Професор Візе» (1967).